# 白亞右月
白亞右月是日本的插畫家，曾就讀於九州產業大學，後來在中途輟學。
他曾擔綱過爆裂天使的人物設計。

## 関連作品

### 電視動畫
- 爆裂天使（角色設計原案）
- 爆裂天使-INFINITY-（角色設計原案）
- 迷宮塔（角色設計原案）
- 迷宮塔（角色設計原案）

### 小說插畫
- Dear My Ghost系列（矢崎存美／著）
- みんなの賞金稼ぎ（池端亮／著）
- 特甲少女系列

### 畫集
- flam boyant

### 其他
- 蒼き新宿
- 机器人
- ロケットの夏

## 外部連結
- YELLOW TAG（本人的個人網頁）